# MP-Sports
Jipocar Czech National Team je český rallyeový tým, ve kterém závodí Martin Prokop. Tým debutoval v roce 2010, od Švédské rallye 2013 sbírá body do mistrovství světa v rallye v kategorii týmů.
Funguje od té doby, kdy Prokop závodil v juniorském mistrovství světa v rallye (JWRC) a v World Rally Championship-3 (PWRC). Objevil se v roce 2010 jako Czech Ford National Team. V Super 2000 World Rally Championship Prokop jezdil s vozem Ford Fiesta S2000. V roce 2011 jej vyměnil za Ford Fiesta RS WRC. Od Švédské rallye 2013 sbírá body do mistrovství světa v rallye v kategorii týmů. Od roku 2014 na některé závody nasazuje druhý vůz pod názvem Slovakia World Rally Team, jeho body se však nezapočítávají do mistrovství světa týmů.

## Výsledky
| Rok   | Tým                         | Vůz                | Jezdec Spolujezdec                  | Závod   | Závod   | Závod | Závod | Závod  | Závod  | Závod  | Závod   | Závod   | Závod | Závod   | Závod | Závod  | MS jezdců | Body | MT týmů | Body |
| Rok   | Tým                         | Vůz                | Jezdec Spolujezdec                  | 1       | 2       | 3     | 4     | 5      | 6      | 7      | 8       | 9       | 10    | 11      | 12    | 13     | MS jezdců | Body | MT týmů | Body |
| ----- | --------------------------- | ------------------ | ----------------------------------- | ------- | ------- | ----- | ----- | ------ | ------ | ------ | ------- | ------- | ----- | ------- | ----- | ------ | --------- | ---- | ------- | ---- |
| 2012  | Czech Ford National Team    | Ford Fiesta RS WRC | Martin Prokop Zdeněk Hrůza          | MON 9   | SWE 9   | MEX   | POR 5 | ARG    | GRE 5  | NZL    | FIN 9   | GER Ret | GBR 9 | FRA 9   | ITA 8 | ESP 13 | 9.        | 46   | -       | -    |
| 2013  | Jipocar Czech National Team | Ford Fiesta RS WRC | Martin Prokop Michal Ernst          | MON 7   | SWE 7   | MEX 9 | POR 7 | ARG 10 | GRE 7  | ITA 5  | FIN Ret | GER 4   | AUS   | FRA Ret | ESP 7 | GBR 6  | 9.        | 63   | 5.      | 65   |
| 2014* | Jipocar Czech National Team | Ford Fiesta RS WRC | Martin Prokop Jan Tománek           | MON Ret | SWE Ret | MEX 5 | POR 6 | ARG 8  | ITA 6  | POL 10 | FIN     | GER     | AUS   | FRA     | ESP   | GBR    | 9.        | 31   | 6.      | 34   |
| 2014* | Slovakia World Rally Team   | Ford Fiesta RS WRC | Jaroslav Melichárek Erik Melichárek | MON 8   | SWE     | MEX   | POR   | ARG    | ITA 19 | POL    | FIN     | GER     | AUS   | FRA     | ESP   | GBR    | 19.       | 4    | -       | -    |